# Slovar izrazov teorije grafov
Tu so zbrane opredelitve izrazov iz teorije grafov.

## 0-9
- 120-celica

## A
- aciklični graf
- algebrska teorija grafov
- antiprizemski graf
- arhimedski graf
- Armanios-Wellsov graf (Wells graph)
- asimetrični graf
- AT-grupa
- avtomorfizem grafa

## B
- Balabanova 10-kletka
- Balabanova 11-kletka
- barvanje grafa
- barvanje povezav
- Bethejeva mreža
- bicenter
- bicentrirano drevo
- bicentroid
- bicentroidno drevo
- bidiakisna kocka
- Biggs-Smithov graf
- bigraf
- bik
- bipartitni graf
- Blanuševa snarka
- Bondy-Chvátalov izrek
- Brinkmannov graf
- brodnikov problem
- Brooksov izrek
- Brouwer-Haemersov graf

## C
- Cameronov graf
- Cayleyjev graf
- celoštevilski graf
- center
- centrirano drevo
- centroid
- centroidno drevo
- Changovi grafi
- Chvátalov graf
- cikel
- cikel (graf)
- ciklična klika
- ciklični graf
- ciklično barvanje
- ciklometrično število
- cirkulantni graf
- Clebschev graf
- Coxetrov graf
- cvetlični snark (flower snark)

## D
- De Bruijnov graf
- Dejterov graf
- Desarguesov graf
- Descartesov snark
- diamant
- digraf
- Dijkstrov algoritem
- disjunktna unija grafov
- dodekaedrski graf
- dominantna množica
- dominantno število grafa
- drevo
- drevo najkrajših poti
- drevo s korenom
- dualni graf
- Dürerjev graf
- dvodelni graf
- dvodelno dvojno pokritje
- dvojiško drevo
- dvojna zvezda
- Dyckov graf

## E
- Ellingham-Hortonova grafa
- enostavni graf
- enostavni usmerjeni graf
- enumerativna teorija grafov
- Erdős-Gyárfásova domneva
- Errerov graf
- Eulerjev graf
- Eulerjev obhod
- Eulerjev sprehod
- Eulerjev usmerjeni graf

## F
- F26A
- faktorizacija grafa
- faktorskokritični graf
- Feynmanov graf
- Folkmanov graf
- Fosterjev graf
- Fosterjev popis
- Fosterjeva kletka
- Franklinov graf
- Fruchtov graf
- Fruchtov izrek

## G
- galerija poimenovanih grafov (gallery of named graphs)
- geometrična teorija grafov
- Gewirtzev graf
- Goldner-Hararyjev graf
- gosenica
- Gossetov graf
- gosti graf
- gostota grafa
- gozd
- graf
- graf brez šap
- graf brez trikotnikov
- graf Jofinove in Ivanova
- graf Mycielskega
- graf prirezane kocke
- graf prirezanega dodekaedra
- graf prisekane kocke
- graf prisekanega dodekaedra
- graf prisekanega ikozaedra
- graf prisekanega ikozidodekaedra
- graf prisekanega kubooktaedra
- graf prisekanega oktaedra
- graf prisekanega tetraedra
- graf pravilnega telesa
- graf prijateljstva (friendship graph)
- graf relativne soseščine
- graf z enotsko razdaljo
- Grayjev graf
- Grinbergsov izrek
- Grötzschev graf

## H
- Hadwiger-Nelsonov problem
- Hajóseva konstrukcija
- Halinov graf
- Hall-Jankov graf
- Hamiltonov cikel
- Hamiltonov graf
- Hamiltonov usmerjeni graf
- Hamiltonova pot
- Hammingov graf
- Harborthov graf
- Harries-Wongov graf
- Harriesov graf
- Heawoodov graf
- Heawoodova domneva
- Hedetniemijeva domneva
- Herschlov graf
- hipergraf
- hiperkockin graf
- hipohamiltonov graf
- Higman-Simsov graf
- Hoffman-Singletonov graf
- Hoffmanov graf
- Holtov graf
- homeomorfizem grafov
- homomorfizem grafov
- Hortonov graf

## I
- ikozaedrski graf
- ikozidodekaedrski graf
- incidenčna matrika
- inducirani podgraf
- invarianta grafa
- izhodna stopnja
- izolirana točka
- izomerizem
- izomorfizem grafov
- izomorfizem usmerjenih grafov
- izrek Kuratowskega
- izrek petih barv
- izrek štirih barv
- izsrednost
- izvirna točka

## J
- Johnsonov graf
- Journal of Graph Theory

## K
- k-pobarvljivi graf
- k-povezani graf
- kaktus
- kanonizacija grafa
- kartezični produkt grafov
- Karnaughov graf
- Kleinova grafa
- kletka
- klika
- Kneserjev graf
- kockin graf
- kograf
- kolo
- komplement grafa
- končni graf
- Kőnigov izrek
- konkurenčni graf
- Krackhardtov zmajski graf (Krackhardt kite graph)
- kraljev graf
- krepkopovezani usmerjeni graf
- krepkoregularni graf
- kritični graf
- kromatični indeks
- kromatično število
- Kruskalov algoritem
- kubični graf
- kubični polsimetrični graf
- kubooktaedrski graf
- kvartični graf
- kvintični graf

## L
- La Vallée Poussinov graf (Poussin graph)
- Lamanov graf
- leksikografski produkt grafov
- lema o rokovanju
- list
- Livingstoneov graf
- Ljubljanski graf
- ločevalno barvanje (distinguishing coloring)
- lokalni McLaughlinov graf

## M
- Markströmov graf
- matrika razdalj
- matrika sosednosti
- matrika stopenj
- McGeejev graf
- McLaughlinov graf
- Meredithov graf
- Meringerjev graf
- metulj
- minimalno vpeto drevo
- minor
- Möbius-Kantorjev graf
- Mooreov graf
- Moserjevo vreteno
- most
- multigraf

## N
- najdaljša nepresekana skakačeva pot
- naključni graf
- naključni regularni graf
- Naurujski graf
- negativni cikel
- neodvisna množica
- neoznačeni graf
- nepovezani graf
- neskončni graf
- neusmerjeni graf
- ničelni graf
- notranji obseg

## O
- obseg
- obrobna točka
- okolica
- oktaedrski graf
- operacije nad grafi
- Orejev izrek
- orientabilni graf
- označeni graf
- označevanje grafa

## P
- Paleyjev graf
- panciklični graf
- Paposov graf
- parjenje (matching (graph theory))
- particija grafa
- pendantna točka
- Perkelov graf
- Petersenov graf
- platonski graf
- po povezavah k-pobarvljivi graf
- po povezavah k-povezani graf
- po povezavah prehodni graf
- po razdaljah prehodni graf
- po razdaljah regularni graf
- po točkah k-povezani graf
- po točkah prehodni graf
- podgraf
- podhamiltonov graf
- Poleulerjev graf
- poliedrski graf
- polmer
- polni graf
- polni dvodelni graf
- polprehodni graf
- polsimetrični graf
- Pólyev izrek o preštevanju
- ponirna točka
- popolni graf
- posplošeni Petersenov graf
- poševnosimetrični graf
- pot
- pot (graf)
- povezana komponenta
- povezani graf
- povezani usmerjeni graf
- povezanost
- povezava
- povezavni graf
- pozitivni cikel
- prazni graf
- predznačeni graf
- prehodni turnir
- prekrivni graf (covering graph)
- premer
- prerez
- prerezna povezava
- prerezna točka
- preštevanje grafov
- Primov algoritem
- prizemski graf
- problem Hamiltonove poti
- problem Hamiltonovega cikla
- problem izomorfizma grafov
- problem izomorfizma podgrafa
- problem kanadskega potnika
- problem königsberških mostov
- problem najdaljše poti
- problem najkrajše poti
- problem particije grafa
- problem treh hiš (water, gas, and electricity)
- prostor ciklov
- psevdograf
- psevdoobrobna točka

## R
- Radojev graf
- ravninski graf
- razdalja
- razred izomorfizmov
- red
- redki graf
- regularni graf
- rešetka
- risanje grafov
- Robertson-Wegnerjev graf
- Robertsonov graf
- rombiikozidodekaedrski graf
- rombikubooktaedrski graf

## S
- samoizogibni sprehod
- Schläflijev graf
- sebikomplementarni graf
- simetrični graf
- skakačev graf
- skakačev obhod
- slika grafa
- snark
- snark dvojna zvezda (double-star snark)
- Sousselierjev graf
- spekter grafa
- spektralna teorija grafov
- sredinski graf
- stopnja grafa
- Sylvestrov graf
- Szekeresov snark

## Š
- šapa
- Šrikhandov graf

## T
- Taitova domneva
- temeljni graf
- tenzorski produkt grafov
- teorija grafov
- tetraedrski graf
- Tietzejev graf
- točka
- točkovni prerez
- topološka teorija grafov
- transponirani graf
- trdnjavin graf
- trikotnik
- Turánov graf
- turnir
- Tutte-Coxetrov graf
- Tuttejev graf
- Tuttejeva 12-kletka

## U
- uravnoteženi graf
- Urquhartov graf
- usmerjeni aciklični graf
- usmerjeni graf
- usmerjeni podgraf
- uteženi graf

## V
- vhodna stopnja
- visokoiregularni graf
- Vizingov izrek
- vložitev grafa
- vpeto drevo
- vzporedna povezava
- vžigalični graf (matchstick graph)

## W
- Wagnerjev graf
- Watkinsov snark
- Wellsov graf
- Wiener-Arajev graf
- Wongov graf

## Y
- Young-Fibonaccijeva rešetka

## Z
- zanka
- zapis LCF
- zunanji obseg
- zvezda